# Sinem Kobal
Sinem Kobal (Istanbul, 14 agosto 1987) è un'attrice turca.

## Biografia
Nata a Istanbul all'interno di una famiglia originaria di Hemşin, durante la propria gioventù pratica balletto, pallavolo e ginnastica aerobica. Dopo aver frequentato la Royal Academy, studia management dell'arte presso l'Università Beykent.
Compie il suo debutto da attrice nel 2001 vestendo i panni di Dilara Giritli nella serie Dadı, remake della sit-com statunitense La tata.
Nel 2003 partecipa al suo primo lungometraggio, interpretando Şebnem nella commedia horror Okul, con Nehir Erdoğan, Burak Altay, Melisa Sözen e Berk Hakman. Successivamente recita in diverse serie televisive quali Hurrem Sultan, Lise Defteri, Nefes Nefese, Belalı Baldız, e Selena.
Il successo arriva nel 2010 nella fiction adolescenziale Küçük Sırlar, in onda inizialmente su Kanal D e poi su Star TV: qui veste i panni della protagonista Su, ragazza intelligente e di buona famiglia. Lo stesso anno recita è scelta per entrare a fare parte del cast del film Romantik Komedi, assieme a Sedef Avcı, Burcu Kara e Cemal Hünal.
Dopo aver ripreso il ruolo di Didem nel sequel di Romantik Komedi nel 2013, torna sul piccolo schermo lavorando in progetti quali Gönül İşleri, Analar ve Anneler e Yüz Yüze.

### Vita personale
Nell'agosto 2009 ha iniziato una relazione con il calciatore Arda Turan, terminata nel 2013.
Il 14 maggio 2016 ha sposato l'attore Kenan İmirzalıoğlu.

## Filmografia

### Cinema
- Okul, regia di Yağmur Taylan e Durul Taylan (2004)
- Dünyayı Kurtaran Adam'ın Oğlu, regia di Kartal Tibet (2006)
- Ayakta Kal, regia di Adnan Güler (2009)
- Romantik Komedi, regia di Erol Özlevi e Ketche (2009)
- Romantik Komedi 2: Bekarlığa Veda, regia di Erol Özlevi (2013)

### Televisione
- Dadı – serie TV (2001)
- Hurrem Sultan – serie TV (2003)
- Lise Defteri – serie TV (2003)
- Nefes Nefese – serie TV (2005)
- Belalı Baldız – serie TV (2005)
- Selena – serie TV (2006)
- Küçük Sırlar – serie TV (2010)
- Gönül İşleri – serie TV (2014)
- Analar ve Anneler – serie TV (2015)
- Yüz Yüze – serie TV (2017)